# آدامس

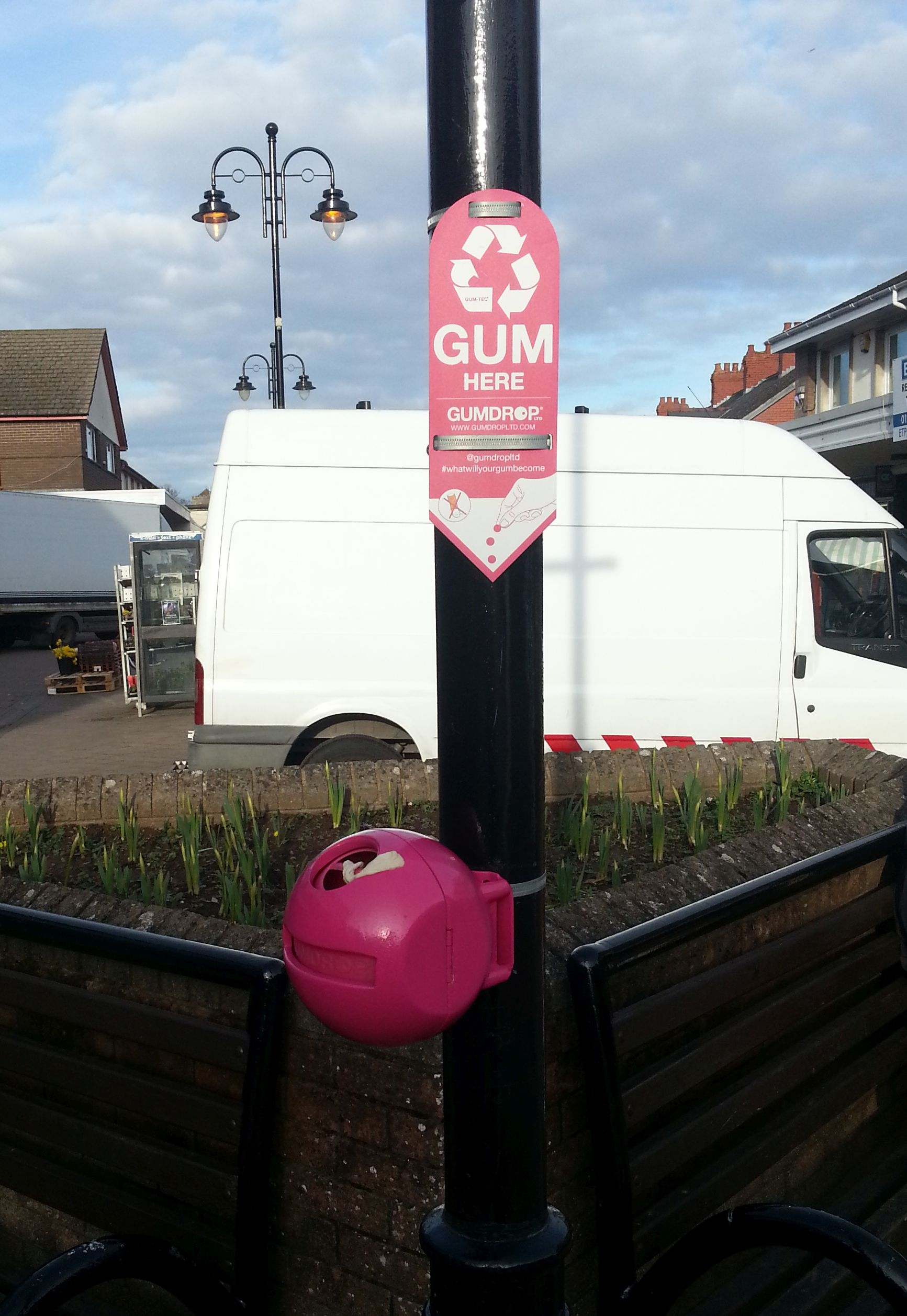
سطل زباله مخصوص جمع‌آوری آدامس

آدامس جویدنی است که معمولاً برای خوش‌بو کردن دهان، سرگرمی و پاکیزگی دندان به کار می‌رود. پیش‌تر به آن سَقِّز گفته می‌شد.
ترکیبات این جویدنی امروزه عبارتند از پایهٔ آدامس (۳۰٪)، شیرین‌کننده‌ها (۵۹٪)، شیرین‌کننده‌های قوی (۰٫۵٪)، نرم‌کننده‌ها (۲٪)، شیرهٔ ذرت (۱۰٪)، طعم‌دهنده‌ها (۴٪)، اجزای فعال (۵٪) و رنگ‌های خوراکی. توماس آدامز از نخستین آفرینندگان شکل امروزی این آدامس‌ها بود. وی آدامس تولیدیِ خود را سقّزِ جویدنیِ نیویورکیِ آدامز (به انگلیسی: Adams New York Chewing Gum) نامید. یکی از ترکیبات عمدهٔ آدامس‌ها، پلیمر‌هایی است که ویژگی آب‌گریزی دارند.

### آدامس‌های ویژه
1. آدامس جویدنی
2. آدامس قلقلی
3. آدامس استیکی
4. آدامس نیکوتین‌دار
5. آدامس بادکنکی
6. آدامس‌های حاوی ویتامین که ویژه کودکان تهیه می‌شود.

در واقع آدامس نوعی جویدنی با مادهٔ نرم و منسجم است که بافت آن مانند لاستیک است زیرا خواص فیزیکی و شیمیایی اجزای پلیمر و رزین در آن است.

## تاریخچه
پیشینهٔ آدامس‌های امروزی به دههٔ ۱۸۶۰ میلادی بازمی‌گردد؛ هنگامی که ماده‌ای به نام چیکله (chicle) تولید شد.
جان کولگان در دهه ۱۸۶۰ میلادی نخستین آدامس طعم‌دار را ساخت. وی پودر شکر را با شیره انگم خوشبو (بالزام) آمیخت و آدامس‌های باریکی را ساخت که آن را تافی‌تلو نام‌نهاد.